# Dyschoriste
Dyschoriste, biljni rod iz porodice primogovki smješten u podtribus Petalidiinae, dio tribusa Ruellieae, potporodica Acanthoideae. Sastoji se od preko 90 vrsta teropskoj o suptropskoj Americi tropskoj Africi.

## Etimologija
Latinsko ime roda izvedeno je iz grčkog dys, što znači "loše" i khoristos, što znači "odvojen".

## Opis
Polugrmovi ili mali grmovi. Cvat od aksilarnih cima ili pojedinačni. Čaška aktinomorfna, 5-režnjevita. Vjenčić izrazito dvoustan; gornja usna 2-režnjevita; donja usna 3-režnjevita. Plodnih prašnika 4, dvostruki. Cilindrična kapsula. Sjemenke s higroskopnim dlačicama; sjemenke po dvije po lokulusu.

## Vrste
1. Dyschoriste albiflora Lindau
2. Dyschoriste angusta (A. Gray) Small
3. Dyschoriste angustifolia (Hemsl.) Kuntze
4. Dyschoriste axillaris Wassh. & J.R.I.Wood
5. Dyschoriste bayatensis (Urb.) Urb.
6. Dyschoriste bayensis Thulin
7. Dyschoriste boliviana Wassh. & J.R.I.Wood
8. Dyschoriste capitata (Oerst.) Kuntze
9. Dyschoriste capricornis C.B.Clarke
10. Dyschoriste celebica Bremek.
11. Dyschoriste charlesii Kottaim.
12. Dyschoriste ciliata (Nees) Kuntze
13. Dyschoriste cinerascens (Henrickson & Hilsenb.) T.F.Daniel
14. Dyschoriste clarkei (Vatke) Benoist
15. Dyschoriste costata (Nees) Kuntze
16. Dyschoriste crenulata Kobuski
17. Dyschoriste cubensis Urb.
18. Dyschoriste cunenensis C.B.Clarke
19. Dyschoriste dalyi A.G.Mill.
20. Dyschoriste dalzellii (T.Anderson ex Bedd.) Kuntze
21. Dyschoriste decumbens (A.Gray) Kuntze
22. Dyschoriste diffusa (Nees) Urb.
23. Dyschoriste ecuadoriana Wassh.
24. Dyschoriste erythrorhiza (Nees) Lindau
25. Dyschoriste eulinae F.K.S. Monteiro & J.I.M.Melo
26. Dyschoriste geniculata Nees
27. Dyschoriste gracilicaulis (Benoist) Benoist
28. Dyschoriste gracilis (Nees) Kuntze
29. Dyschoriste greenmanii Kobuski
30. Dyschoriste heudelotiana (Nees) Kuntze
31. Dyschoriste hildebrandtii (S.Moore) Lindau ex Engl.
32. Dyschoriste hirsuta (Oerst.) Kuntze
33. Dyschoriste hirsutissima (Nees) Kuntze
34. Dyschoriste hispidula (Baker) Benoist
35. Dyschoriste humilis Lindau
36. Dyschoriste humistrata (Michx.) Kuntze
37. Dyschoriste hygrophyloides (Nees) Kuntze
38. Dyschoriste jaliscensis Kobuski
39. Dyschoriste keniensis Malombe, Mwachala & Vollesen
40. Dyschoriste kitongaensis Vollesen
41. Dyschoriste lavandulacea (Nees) Kuntze
42. Dyschoriste linearis (Torr. & A.Gray) Kuntze
43. Dyschoriste lycioides Chiov.
44. Dyschoriste madagascariensis (Nees) Kuntze
45. Dyschoriste madurensis (Burm. fil.) Kuntze
46. Dyschoriste maranhonis (Nees) Kuntze
47. Dyschoriste mcvaughii T.F.Daniel
48. Dyschoriste microphylla (Cav.) Kuntze
49. Dyschoriste miskatensis Thulin
50. Dyschoriste multicaulis (A.Rich.) Kuntze
51. Dyschoriste mutica (S.Moore) C. B. Clarke
52. Dyschoriste nagchana (Nees) Bennet
53. Dyschoriste novogaliciana T.F.Daniel
54. Dyschoriste nummulifolia Chiov.
55. Dyschoriste nyassica Gilli
56. Dyschoriste oblongifolia (Michx.) Kuntze
57. Dyschoriste oligosperma (Steenis) Bremek.
58. Dyschoriste parvula (Alain & Leonard) Greuter & R.Rankin
59. Dyschoriste pilifera Hutch.
60. Dyschoriste pinetorum Kobuski
61. Dyschoriste poliodes Leonard & Gentry
62. Dyschoriste principis Benoist
63. Dyschoriste pringlei Greenm.
64. Dyschoriste prostrata Wassh. & J.R.I.Wood
65. Dyschoriste pseuderecta Mildbr.
66. Dyschoriste pulegium (Nees) Kuntze
67. Dyschoriste quadrangularis (Oerst.) Kuntze
68. Dyschoriste quitensis (Kunth) Kuntze
69. Dyschoriste radicans (Hochst. ex A.Rich.) Nees
70. Dyschoriste repens (Nees) Kuntze
71. Dyschoriste rosei Kobuski
72. Dyschoriste sagittata Kobuski
73. Dyschoriste sallyae Vollesen
74. Dyschoriste saltuensis Fernald
75. Dyschoriste schiedeana (Nees) Kuntze
76. Dyschoriste schottiana (Nees) Kobuski
77. Dyschoriste serpyllifolia (Nees) Benoist
78. Dyschoriste serpyllum (Nees) Kuntze
79. Dyschoriste setigera (Pers.) J.C.Manning & Goldblatt
80. Dyschoriste siphonantha (Nees) Kuntze
81. Dyschoriste smithii Leonard
82. Dyschoriste subquadrangularis (Lindau) C.B.Clarke
83. Dyschoriste tanganyikensis C.B.Clarke
84. Dyschoriste tanzaniensis Vollesen
85. Dyschoriste thunbergiiflora (S.Moore) Lindau
86. Dyschoriste tinctorum (Decne.) E.A.Tripp & T.F.Daniel
87. Dyschoriste trichanthera Kobuski
88. Dyschoriste trichocalyx (Oliv.) Lindau
89. Dyschoriste tubicalyx C.B.Clarke
90. Dyschoriste tweediana (Nees) Kuntze
91. Dyschoriste vagans (Wight) Kuntze
92. Dyschoriste venturii Leonard
93. Dyschoriste vestita Benoist
94. Dyschoriste vinacea F.K.S.Monteiro & J.I.M.Melo
95. Dyschoriste xylopoda Kobuski
96. Dyschoriste zambiana Vollesen

## Sinonimi
- Apassalus Kobuski; Ann. Missouri Bot. Gard. 15: 1 (1928)
- Calophanes D.Don; Sweet, Brit. Flow. Gard. Ser. II. t. 181 (1833)
- Chaetacanthus Nees; Lindl. Introd. Nat. Syst. ed. II. 444 (1836)
- Homotropium Nees; Mart. Fl. Bras. 9: 47. t. 2 (1847)
- Linostylis Fenzl ex Sond.; Linnaea 23: 94 (1850)
- Phillipsia Rolfe; Bull. Misc. Inform. Kew 1895: 223 (1895)
- Sautiera Decne.; Nouv. Ann. Mus. Par. 3: 383 (1834)